# Yerre
L'Yerre è un fiume francese che scorre nel dipartimento dell'Eure-et-Loir, nella regione Centro-Valle della Loira, e un affluente alla destra orografica del Loir.
Non va confuso con l'omonimo fiume dell'Île-de-France, affluente alla riva destra della Senna, né con l'omonimo fiume costiero della Senna Marittima.

## Geografia
L'Yerre nasce nella foresta di Montmirail, nel Perche, sul territorio del comune di Chapelle-Guillaume, nella località detta la Jaterie, a 243 m d'altitudine, all'estremo sudovest del dipartimento dell'Eure-et-Loir. 
Esso scorre poi verso est e sudest per 48, km fino a confluire nel Loir a Saint-Hilaire-sur-Yerre, a un'altitudine di 97 metri.

### Comuni e cantoni attraversati
Nel solo dipartimento dell'Eure-et-Loir, l'Yerre attraversa 10 comuni e 3 cantoni:
- da monte verso valle: Chapelle-Guillaume (sorgente), La Bazoche-Gouet, Chapelle-Royale, Arrou, Courtalain, Saint-Pellerin, Langey, Lanneray, Saint-Denis-les-Ponts, Saint-Hilaire-sur-Yerre (confluenza).
- in termini di cantoni, l'Yerre nasce nell'antico cantone di Authon-du-Perche, attraversa il cantone di Châteaudun e confluisce nell'antico cantone di Cloyes-sur-le-Loir, il tutto negli arrondissement di Nogent-le-Rotrou e Châteaudun.

### Toponimi
L'Yerre ha dato il suo idronimo al comune di confluenza Saint-Hilaire-sur-Yerre.

### Bacino idrografico
L'Yerre attraversa una sola zona idrografica L'Yerre & ses affluents (M111) di 299 km2 di superficie. Questa zona è costituita dall'87,94% di territori agricoli, dal 10,61% da foreste e ambienti seminaturali, dall'1,28% da territori artificializzati

## Affluenti
(rd=riva destra; rs=riva sinistra)
L'Yerre ha dodici affluenti ufficiali tra i quali:
- La Carrelière (rs), 6.6 km sui quattro comuni d Gréez-sur-Roc, Saint-Ulphace, Chapelle-Guillaume, La Bazoche-Gouet.
- la Pinterie (rd), 6.8 km sui quattro comuni di Le Plessis-Dorin, Chapelle-Guillaume, Saint-Avit, La Bazoche-Gouet.
- il torrente di Trompe-Souris (rs), 3,9 km sui due comuni di Soize (sorgente) e La Bazoche-Gouet (confluenza).
- sette rami per un totale di 7,8 km sui tre comuni de Arrou, Courtalain e Saint-Pellerin.
- il torrente le Gallas (rd), 12,7 km sui quattro comuni di Le Gault-du-Perche, Arrou, Le Poislay, Saint-Pellerin.
- la valle d'Araignée (rs), 10,4 km sui tre comuni di Arrou, Châtillon-en-Dunois, Saint-Pellerin con un affluente:
  -  ?, 4,9 km sui due comuni di Arrou e Châtillon-en-Dunois.
- la valle dei Fretons (rs), 13,9 km sui quattro comuni di Yèvres, Châtillon-en-Dunois, Lanneray e Langey.

Le numero di Strahler è dunque di tre.

## Idrologia
La portata dello Yerre è stata osservata per un periodo di 22 anni (1993-2014), a Saint-Hilaire-sur-Yerre, località del dipartimento dell'Eure-et-Loir, situata a livello della confluenza con il Loir Il bacino idrografico del fiume è di 297 km2.
Il modulo del fiume a Saint-Hilaire-sur-Yerre è di 1,58 m3/s.